# 圣雷米德布洛
圣雷米德布洛（法語：Saint-Rémy-de-Blot，法語發音：[sɛ̃ ʁemi də blo]）是法国多姆山省的一个市镇，位于该省北部偏西，属于里永区。

## 地理
圣雷米德布洛（46°4'38"N, 2°55'50"E）面积15.22 平方千米，位于法国奥弗涅-罗讷-阿尔卑斯大区多姆山省，该省份为法国中南部省份，北起阿列省接壤，东临卢瓦尔省，南至上盧瓦爾省和康塔爾省，西接科雷兹省和克勒兹省。
与圣雷米德布洛接壤的市镇（或旧市镇、城区）包括：锡乌勒河畔阿亚、布洛莱格利斯、利瑟伊、默纳、普佐勒、圣帕尔杜。

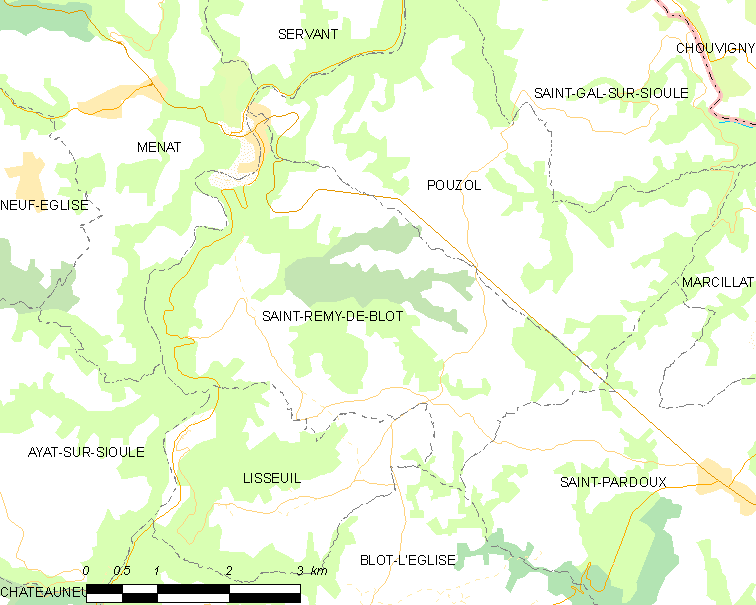
圣雷米德布洛的OSM定位图

圣雷米德布洛的时区为UTC+01:00、UTC+02:00（夏令时）。

## 行政
圣雷米德布洛的邮政编码为63440，INSEE市镇编码为63391。

## 政治
圣雷米德布洛所属的省级选区为圣乔治德蒙斯县。

## 人口

1962-2008年间圣雷米德布洛人口变化图示

圣雷米德布洛于2022年1月1日时的人口数量为247人。